# 陳曰稔
陳曰稔（?—?），浙江省寧波府鎮海縣人，清朝政治人物、同進士出身。
光緒九年（1883年），参加癸未科殿試，登進士三甲161名。同年五月，著交吏部掣签分发各省，以知县即用。